# マンハント
『マンハント』（英:Manhunt）は、ロックスター・ノースより開発、米国のニューヨークに本社がある、ロックスター・ゲームス社から発売された3人称視点のステルスアクションゲーム。マンハント シリーズ第1作目。2003年11月18日にPlayStation 2版が発売され、2004年4月20日にはPC、Xbox版が発売された。2013年5月14日にPlayStation 3のPlayStation NetworkにてPS2 Classicsで購入できるようになった。2016年にはPlayStation 4にてPS2の移植版に1080pとトロフィーが追加されたバージョンがPSストアで配信開始された。なお、日本では未発売。略称は『MH』。
米国では予約特典として8種類の異なった声が選択できる特製ボイスチェンジャーが付属していた。2008年1月4日にはSteamによるダウンロード販売が開始された。

## 概要
ロックスター・ゲームス社の代表作グランド・セフト・オートシリーズの大半を製作しているロックスター・ノース社が製作(開発)した。
スナッフフィルムの撮影がテーマであるため、各レベルは"Scene"と呼ばれており、ゲームオーバー時に表示される文面も"Scene Failed !"となっている。
基本は、暗闇に隠れ敵をやり過ごしたり、背後から打ち倒していくというもので、同ジャンルの『Thief』や、『スプリンターセル』などのシステムに似ている部分があるが、本作は「敵の殺害が目的」であるため、敵に見付からないように隠密に進むのではなく、ステルスを使い道中の敵を1人ずつ排除しながら進んでいくのが主なゲームスタイルになっている。
また特定の人物を護りつつ進んでいくシーンや、銃撃戦がメインのシーンもある。

## ゲームシステム
「全20シーン」で構成されており、各シーンクリア時にリザルト画面でスコア（成績）が☆で表示され、総合スコアによってBonus Features（設定資料やコンセプトアート）、ボーナスシーンなど、隠し要素がアンロックされる。スコアは最大で五段階あり、処刑数、殺害数（処刑以外での敵撃破数）、処刑の方法（Hasty, Violent, Gruesome）、頭部を破壊した回数、クリアタイム、難易度設定によって決定され、最高スコアを取るには難易度をHardcoreでプレイする必要がある。
なお、各シーンで最高スコアを取り続けること（例えばシーン1、2や3、4の順）で様々なチートが使用できるようになり、全てのシーンで最高スコアを獲得すると無敵状態になるGod modeが使用可能になる。
チートコードはBonus Featuresの各アートパネルを見ることで確認でき、メインメニューで入力することで使用可能。ただし、チート使用中はセーブ不可で、一部のチートを除けばどのシーンを選んでも素手または最低限の装備で開始することになり、またシーンをクリアしてもメインメニューへ戻るしか選択できなくなる。またGod modeは完全な隠しコード扱いであり、表示はされない。
難易度はFetish、Hardcoreの2つ。標準難易度であるFetishでは、常に画面左下にレーダーが表示され、敵の位置など周辺の様々な情報を知ることができる。最高難易度のHardcoreの場合はレーダーが表示されなくなり、Fetishとの相違点はこの一点のみである。
ヘッドセットに対応しており、付けると実際にスタークウェザーの命令がヘッドセットから聞こえるようになり、音声入力で敵の注意を惹くことも可能になる。
戦略として、ワイアー、ナタなどの一部の武器で切断した頭部や、空き瓶、空き缶などを投げつけて敵の注意を引き付けたり、敵に命中させることで一時的に行動不能にさせることが可能となっている。

### ステルス
各所に影（Safe Zones）が存在し、そこに身を隠せば、接触したり至近距離で物音を立てたりしない限りは敵に全く気付かれなくなる（影に潜んでいる間は画面右下のキャッシュのアイコンが青くなる）。隠れた状態で壁を叩いて周辺にいる敵を誘い出すことも可能。また、発砲すると敵が銃撃しながら音の発生地点に接近してくる場合がある。
敵は仲間の死体を発見すると周囲の仲間を呼んでその場に集まってくるうえ、探索状態に入るので場合によっては危険な状況に陥ってしまうが、発見される前に死体を影の中に隠すことで、これらを回避することができる。

### Executions
接近用武器を持っている状態で、敵の背後に接近し、発動距離まで近づくと自動的にキャッシュが構える。この時に攻撃ボタンを長押しすると敵にマーカーが表示され、ボタンを離すと、「Execution」（処刑）が発動し、敵を容易に殺害できる。殺害方法は三段階あり、ボタンの押す長さによって変化する。押しているとアイコンの色が白（Hasty）、黄（Violent）、赤（Gruesome）の順に次第に変化し、色が変わる毎に殺害方法が残虐なものになる（シーンによってはスコアを獲得するための重要な要素である）。

### 戦闘
直接敵と戦う場合、攻撃には弱攻撃と強攻撃、掴み攻撃の三種類が存在する。弱攻撃はスキが少なく、素早いが威力は低い。強攻撃は弱攻撃より威力は高いものの、大振りでスキが大きく、ガードされたりカウンターで反撃を受けやすい。どちらも連続で3発まで敵にヒットさせることができる。掴み攻撃は弱、強攻撃ボタン同時押しで使うことができ、こちらも掴んだ敵に連続攻撃（追撃も強弱同時押し）を最大3発まで浴びせることが可能。武器装備時なら大きなダメージを与えられるが、スキが大きく掴んでも振りほどかれてしまうこともある。何も押していない状態で敵の攻撃を受けることで自動的にガードし、ダメージを軽減させることができる（銃装備時は不可能）。
銃で攻撃する場合は弱攻撃ボタンで発砲し、リロード（弾の再装填）は強攻撃ボタンで行う。銃器類は基本的に強力なので正面から撃ち合うと体力を一気に削られる恐れがあるので敵も銃を装備している場合は、壁などに身を隠しつつ戦うのが基本となる。また、敵はヘッドショット（頭を狙撃）することで一発で倒せる（ネイルガンを除く）。ヘッドショットは敵を貫通するのでタイミング次第では一発で複数の敵を倒すことも可能。

## ストーリー
物語の舞台は、廃墟が立ち並ぶアメリカの一都市、カーサーシティ（Carcer City）。死刑を執行されるはずだった主人公「ジェームズ・アール・キャッシュ」は、無線越しでスタークウェザーなる謎の人物から、スナッフフィルムを撮影するために殺人の依頼を受ける。
殺害対象は、街のいたる所を支配している血に飢えたハンターたち。従わなければキャッシュには死が待っている。キャッシュは自由を得て生き延びるために、スタークウェザーの指令を受けながら殺戮行為を続けて行かなければならない。

## 登場人物
ジェームズ・アール・キャッシュ（James Earl Cash）
声 - Stephen Wilfong
本作の主人公。死刑囚であり、薬殺刑に処されるはずだったが、スタークウェザーに助けられ、自由と引き換えに、スナッフフィルムの撮影に協力させられることになる。残忍な人物の様に思えるが、イノセンツに家族を殺害される映像を見せ付けられた時には激しく憤慨する一面もある。終盤ではスタークウェザーに復讐するため自らスタークウェザー邸へ乗り込んでいく。
ライオネル・スタークウェザー（Lionel Starkweather）
声 - Brian Cox
大富豪であり、スナッフフィルム「Valiant Video」製作に没頭する狂気の男。ダークウッズ刑務所（Darkwoods Penitentiary）職員に賄賂を渡し、処刑されるはずだったキャッシュを助け、スナッフフィルム製作に協力させる。キャッシュを無線でサポートし、様々な指令やヒントを与えてくる。キャッシュの行動次第で悦んだり、苛立ったりすることもある。
かつてはハリウッドの映画監督だったが、何者かの謀略により失脚。失意の内に発狂し、地下で殺人フィルムやアングラポルノを撮影し、復讐のための資金を稼いだ。その後たまった資金で警察を買収するとともに、傭兵部隊「ケルベロス」を雇い、謀略に関わった者達を自分が撮るスナッフフィルムの「エキストラ」へと変えていった。
最終シーンでその姿を見せ、拳銃で攻撃してくるが、弾を撃ち尽くすと逃げ回るだけで何もできなくなる。
ピグジー（Piggsy）
声 - Hunter Platin
豚の頭部の皮を被った狂人。精神状態は動物的、あるいは子供と同等まで退化しており、簡単な英語のみを話すほか豚のような鳴き声を発する。性格は凶暴で、普段はスタークウェザー邸の屋根裏に監禁されている。ジェームズ同様スタークウェザーに雇われている俳優であり、「Valiant Video」のスナッフフィルムの1つ"Piggsy 's Greatest Hits "といった作品で主役を務めている。作中一度脱走し、その際にケルベロス隊員を愛用のチェーンソーで数名虐殺している。最終シーンではボスとして登場し、豚の様な唸り声を発しながらチェーンソーでキャッシュに襲い掛かる。直接戦闘では無敵で、ステルスでの攻撃でのみダメージを与えられる。最期は螺旋階段上の吹き抜けに張られた金網を自らの体重で踏み抜き、とっさに縁に掴まるも、キャッシュにチェーンソーで両腕を切り落とされて転落死する。
ホワイトラビット（White Rabbit）
声 - Renaud Sebbane
スタークウェザーの手下で、ウサギの着ぐるみを着た男。最初はスマイリーズに護衛させキャッシュから逃げ回るが、追い詰められると最後はショットガンで攻撃してくる。『Manhunt 2』のとあるエピソードでも同じ格好をした死体が目撃できる。
トランプ（Tramp）
声 - Mark Margolis
アルコール中毒の浮浪者（トランプ）。シーン9では彼をイノセンツから護衛しながら進行する必要がある。Bonus Featuresによると彼はスマイリーズの前リーダー、Kenneth Jeffersonであり、スケアクロウ（Bonus Featuresの設定資料で見ることができる没案となったボスキャラクター）と同一人物である模様。
ジャーナリスト（Journalist）
声 - Kate Miller
単独でスタークウェザーを追跡取材している女記者。本名は不明だが、Robから始まる。キャッシュと利害が一致し、彼に協力する。シーン15前半ではトランプ同様、警官たちから彼女を守りつつ行動しなければならない。
オフィシャルサイト上で公開されているオーディオクリップによると、ゲーム最後に流されるニュース番組の後、精神に異常をきたしてしまっている。多くの殺人現場を目撃してしまったショックや、他人の快楽のために自ら殺人フィルムの役者となる人間が理解できないストレスが原因である模様。診察に当たった精神科医によると、彼女はナイフを手にして路上をさ迷っているところを発見されたとのこと。

## 登場組織
ケルベロス（Cerberus）
スタークウェザーの傭兵部隊。通称「C.U.」。構成員のほとんどは元NSA工作員である。キャッシュの逃走を阻止したり、新たなギャング団の縄張りへと連行する役目を担っている。シーン13、シーン18以降では敵として登場する。全員が黒い戦闘服に腕章、ボディアーマー、通信機、赤いレンズが付いた黒いゴム製ガスマスクとフードを着用し、アサルトライフルやヘビーハンドガンなど、銃火器で武装している。
ケルベロス・リーダー（Cerberus Leader）
声 - Brian Maillard
「ケルベロス」隊長。本名は不明。隻眼で、右目に機能は不明だが特殊なデバイスを装着している。マスクの形状も部下とは異なり、フードの代わりにヘルメットを着用している。シーン19では部下たちとともにアサルトライフルで武装し、セキュリティルームでキャッシュを待ち受ける。同シーンにおけるボスだが、自らキャッシュ探索に動き出すこともあり、この時は処刑アクションで殺害できる。
ザ・フッズ （The Hoods）
最初の敵であるギャング団。ゴーストタウンを縄張りにしている。地元のならず者達で構成されている。全員が目だし帽やストッキングで顔を隠しており、ブラックジャックや木製バット、クロウバーで武装している。他のギャング団とは少し異なり、あくまでも報酬目当てにキャッシュの命を狙う。
スキンズ（Skinz）
白人至上主義者で構成されたネオナチのギャング団。全員がスキンヘッドであり、広大なスクラップ置き場を縄張りにしている。キャッシュを混血と思い込み、執拗に付け狙う。もっとも黒人であるラミレスには逆らえず、逆に恐怖で服従させられている。様々なデザインのホッケーマスクで顔を隠している者が多く、ルーン文字が入った腕章や服を身に着けている。金属バットやネイルガンを装備している。
ウォードッグス （Wardogs）
ラミレス率いるミリタリースタイルのギャング団。メンバーはベテランの退役軍人から戦術の知識だけはあるアマチュアや、キャッシュを狩った後ジビエの如く喰らおうと考えているサバイバリスト、軍隊の真似事がしたいだけの殺人狂などで構成されている。バンダナや迷彩服、ギリースーツなどを着用している。廃墟と化した動物園や、高層アパートを縄張りにしている。マチェーテや麻酔銃、ショットガンなどで武装している。
ラミレス （Ramirez）
声 - Barry Carl / Chris McKinney
ギャング団「ウォードッグス」のリーダーを務める退役軍人。左目には傷があり隻眼である黒人の大男。赤いベレー帽を着用している。数あるギャングの中でも強い立場にあり、他のギャング団に命令している場面も見られる。シーン14では高所からスナイパーライフルで狙撃してくるほか、ボスとして登場する。また、ラミレスを処刑することはできず、発動するとパンチで反撃される。
イノセンツ（Innocentz）
スカルメイクやマスクで顔を隠した麻薬中毒者や悪魔崇拝者などの集団スカリーズ（Skullyz）と、アロハスタイルで不気味な人形のような仮面を被った小児性愛者と知的障がいを持った連続殺人犯の集団ベイビーフェイスズ（Baby Faces）の2つのグループで構成されたギャング団。スカリーズの一部のメンバーはメキシコ人のためスペイン語を話す。廃墟と化したショッピングモールや、墓場、工場を縄張りにしている。武器は斧やナイフ、鎌、リボルバー、ショットガン。
スマイリーズ（The Smileys）
顔をスマイリーフェイスの仮面やフェイスペイントで隠したギャング団。スタークウェザーが買収したダークウッズ刑務所（Darkwoods Penitentiary）の囚人たちで、快楽殺人鬼や重度の精神疾患を患った狂人たちで構成されている。自身が殺害した被害者の名前を支離滅裂に叫ぶ者や精神年齢が幼少期まで退行している者など構成員の殆どは意思疎通が不可能な精神状態であり、所内の刑務官や医療スタッフ、比較的まともな囚人たちを皆殺しにしている。服装はオーバーオールにパンクファッション、上半身裸にボディペイント、女装と様々。肉切り包丁や、リボルバー、ショットガンなどを装備している。
CCPD（Carcer City Police Department）
カーサーシティの警察。正義を気取っているが、言動は粗暴。スタークウェザーの命令でキャッシュとジャーナリストを捕らえるべく、繁華街、地下鉄、鉄道駅周辺に包囲網を張っている。大半がハンドガン、ショットガン、スナイパーライフルなど銃火器で武装している。
ゲイリー・シャファー（Gary Schaffer）
カーサーシティ警察署の署長であり、スタークウェザーとグル。作中では声のみ登場。殺人フィルムのことが明るみに出て起訴されたが、無罪を主張するつもりであるとジャーナリストは報道している。GTA3のラジオ番組で投獄された事が明らかになっている。
CCPD SWAT（Carcer City Special Weapons and Tactics）
カーサーシティの特殊部隊。シーン16とシーン17のみ登場。ヘルメット、ボディアーマーを着用し、ハンドガン、ショットガン、サブマシンガンで武装している。
モンキーズ（Monkeys）
ボーナスシーン「Monkey See, Monkey Die!」のみ登場する敵。猿の着ぐるみを着ており、猿の様な奇声を発しながら襲ってくる。武器は山刀、ショットガン。

## 続編
2007年には続編『マンハント2』が発売された。プラットフォームは、PlayStation 2、PlayStation Portable、Wiiでリリースされているが、敵の殺害シーンではフィルターが掛けられており、はっきりと見えないようになっている。
このゲームはESRBの審査で一旦「ESRB:AO（AdultsOnly=18歳未満への提供禁止）」指定されたため、「ESRB:M（Mature=17歳以上対象。ただし保護者の同意があれば17歳未満でも購入可能）」にするため上記の措置が取られた。（アメリカの大手量販店ウォルマート等ではAO指定を受けたゲームは置いておらず売上の妨げとなるため、これを回避するためと思われる）

## 雑記
世界各国のニュースにはこのゲームに批判的なニュースが数多く存在する。
イギリスを始め、オーストラリア・ドイツ・ニュージーランド・日本で販売禁止になっている。特にニュージーランドでは所持が確認されると$2,000（ニュージーランド・ドル）の罰金が科せられる。18歳未満が所持していると最高$20,000の罰金が科せられる。